# Circondario di Lörrach
Il circondario di Lörrach è uno dei circondari dello stato tedesco del Baden-Württemberg.
Fa parte del distretto governativo di Friburgo in Brisgovia.

## Città e comuni
(Abitanti il 31 dicembre 2022)
| Città 1. Kandern (8 537) 2. Lörrach (49 876) 3. Rheinfelden (33 581) 4. Schönau im Schwarzwald (2 417) 5. Schopfheim (20 163) 6. Todtnau (4 952) 7. Weil am Rhein (30 769) 8. Zell im Wiesental (6 279) | Comuni 1. Aitern (518) 2. Bad Bellingen (5 143) 3. Binzen (2 976) 4. Böllen (104) 5. Efringen-Kirchen (8 773) 6. Eimeldingen (2 531) 7. Fischingen (788) 8. Fröhnd (494) 9. Grenzach-Wyhlen (15 037) 10. Häg-Ehrsberg (820) 11. Hasel (1 189) 12. Hausen im Wiesental (2 359) 13. Inzlingen (2 529) 14. Kleines Wiesental (2 818) 15. Malsburg-Marzell (1 486) 16. Maulburg (4 264) 17. Rümmingen (1 908) 18. Schallbach (829) 19. Schliengen (6 009) 20. Schönenberg (347) 21. Schwörstadt (2 594) 22. Steinen (10 339) 23. Tunau (177) 24. Utzenfeld (608) 25. Wembach (345) 26. Wieden (521) 27. Wittlingen (947) |